# Conaing Bececlach
Conaing Begeclach est — selon les légendes médiévales et la tradition pseudo historique irlandaise — Ard ri Erenn, conjointement avec son frère ou demi-frère Eochaid Fíadmuine, puis seul. Ils prennent le pouvoir après avoir tué le précédent roi Eochaid Uaircheas. Conaing règne sur la moitié nord de l'Irlande pendant que son frère contrôle le sud.

## Origine
Son origine comme celle de son frère demeure obscure. Le Lebor Gabála Érenn propose deux possibilités : que Conaing et Eochaid soient fils de Congal, fils de Lugaid Cal du Corcu Laigde originaire du  Comté de Cork ; ou que  Eochu soit le fils de Congal, et Conaing celui de Dui Temrach, fils de Muiredach Bolgrach, mais tous deux nés de la même mère qui serait également la mère de leur prédécesseur Eochaid Uaircheas.
Geoffrey Keating fait d'eux les fils de Dui Temrach, et les  Annales des quatre maîtres les fils de Congal Coscarach lui-même fils de Dui.

## Règne
Selon le  Lebor Gabála Érenn, Lorsque après un règne conjoint de 5 ans, Eochaid est tué par Lugaid Lámderg le fils d'Eochaid Uaircheas, Conaing reste au pouvoir dans le nord pendant que Lugaid s'empare du sud du pays . Les  Annales des quatre maîtres indiquent que  Lugaid chasse  Conaing et prend complètement le contrôle de l'Irlande. Sept ans plus tard, Conaing tue Lugaid et devient seul souverain pour 10 ans (F.F.E.) ou 20 ans (A.F.M.), avant d'être tué par Art le fils de  Lugaid.

## Chronologie
| Prédécesseur Eochaid Uaircheas | Haut roi d'Irlande                                                                         | Haut roi d'Irlande                                                                      | Haut roi d'Irlande                                                       | Successeur Art mac Lugdach |
| Prédécesseur Eochaid Uaircheas | avec Eochaid Fíadmuine LGE Ve siècle av. J.-C. FFE 621-616 av. J.-C. AFM 844-839 av. J.-C. | avec Lugaid Lámderg LGE Ve siècle av. J.-C. FFE 616-609 av. J.-C. AFM 839-832 av. J.-C. | seul LGE Ve siècle av. J.-C. FFE 609-599 av. J.-C. AFM 832-812 av. J.-C. | Successeur Art mac Lugdach |

## Source
- (en) Cet article est partiellement ou en totalité issu de l’article de Wikipédia en anglais intitulé « Conaing Bececlach » (voir la liste des auteurs), édition du 6 avril 2012.